# Comment je suis tombée amoureuse d'un gangster
Pour plus de détails, voir Fiche technique et Distribution.
Comment je suis tombé amoureuse d'un gangster est un film polonais de 2022 réalisé par Maciej Kawulski, écrit par Krzysztof Gureczny et Maciej Kawulski. Le film, basé sur la vie d'un véritable gangster, raconte comment l'existence d'une femme a été bouleversée par sa rencontre avec Nikos.